# Marc Aureli Cota Messal·lí
Marc Aureli Cota Messal·lí (en llatí: Marcus Aurelius Cotta Messallinus) va ser un polític romà del segle i dC. Era fill de l'orador Mesal·la, i va ser adoptat per un Aureli Cota.
Era amic íntim de Tiberi i va destacar per la seva hostilitat contra molts senadors. Va ser acusat pels senadors més il·lustres l'any 32, al·legant que havia parlat de Tiberi amb manca de respecte, però l'emperador va enviar al senat un escrit de defensa del seu amic, i el senat va haver de dictar la seva absolució. Tàcit en diu: nobilis quidem, sed egens ob luxum et per flagitia infamis ('potser era noble, però pobre a causa del luxe i deshonrat per la seva infàmia').